# Vincenza Gerosa
Vincenza o Vicenta Gerosa (29 de octubre de 1784 - 20 de junio de 1847) fue una santa italiana que, junto a Bartolomea Capitanio, fundó la orden de "Las Hermanas de la Caridad de Lovere".
Nació en Lovere, Lombardía. Conoció a Bartolomea a la edad de cuarenta años. Juntas, fundaron la orden debido a la preocupación por la ignorancia y negligencia de las personas de la zona donde vivían. Vincenza continuó con la orden muchos años luego de que Bartolomea muriera. Vincenza falleció en 1847.
Fueron canonizadas por la Iglesia católica en 1950. El 28 de junio es el día de Santa Vincenza en el santoral católico.
Junto a Bartolomea fueron declaradas santas patronas de la ciudad de Lovere.